# Saint-Martin-du-Fouilloux (Deux-Sèvres)
 Saint-Martin-du-Fouilloux  es una población y comuna francesa, situada en la región de Poitou-Charentes, departamento de Deux-Sèvres, en el distrito de Parthenay y cantón de Ménigoute.

## Demografía
| 521 | 452 | 373 | 301 | 244 | 240 |
| Para los censos de 1962 a 1999 la población legal corresponde a la población sin duplicidades (Fuente: INSEE [Consultar]) |     |     |     |     |     |